# The Europa World Year Book
The Europa World Year Book (Rocznik Świata wydawnictwa Europa), jest publikacją informacyjną wydawaną w Wielkiej Brytanii od 1926, do 1988 pt The Europa Year Book: a World Survey.
W ocenie wielu uchodzi za fundamentalną publikację w swoim zakresie w skali światowej. Zawiera informację analityczną, statystyczną i adresową o każdym kraju świata, z podziałem na część gospodarczą, społeczną i polityczną. Do 1999 wydawcą była Europa Publications Ltd, obecnie jest nim Routledge w grupie wydawniczej Taylor & Francis. Redakcja niezmiennie pozostaje w Londynie.
Kapitalne oceny publikacji zawarto w dwóch recenzjach
- Nie ma pracy w języku angielskim tak wyczerpująco informującej o wydarzeniach edukacyjnych, handlowych, politycznych, religijnych, prasowych i wydawniczych we wszystkich częściach świata. (Daily Telegraph)

- Być może jest to najbardziej szanowana praca o sprawach światowych. Europa World Year Book zapewnia wiarygodne, aktualne i analityczne informacje o krajach i organizacjach międzynarodowych. (The Charleston Advisor)

Cena (1.310 Ł) sprawia, iż jej nabywcami są głównie instytucje i biblioteki.

## Podobne publikacje regionalne
Wydawca przygotowuje też corocznie 9 podobnych regionalnych publikacji (The Europa Regional Surveys of the World) pt:
- Africa South of the Sahara (Afryka na Południe od Sahary)
- Central and South-Eastern Europe (Europa Środkowa i Południowo-Wschodnia)
- Eastern Europe, Russia and Central Asia (Europa Wschodnia, Rosja i Azja Środkowa)
- The Far East and Australasia (Daleki Wschód i Australazja)
- The Middle East and North Africa (Środkowy Wschód i Afryka Północna)
- South America, Central America and the Caribbean (Ameryka Południowa, Ameryka Środkowa i Karaiby)
- South Asia (Azja Południowa)
- The USA and Canada (Stany Zjednoczone i Kanada)
- Western Europe (Europa Zachodnia)

## Inne publikacje informacyjne tegoż wydawcy
- International Who’s Who
- The Europa World of Learning

## Publikacje alternatywne
- The New York Times Almanac
- Whitaker’s Almanack
- The World Almanac and Book of Facts
- Time Almanac
- The CIA World Factbook
- Der Fischer Weltalmanach